# Sanchore
Sanchore è una suddivisione dell'India, classificata come municipality, di 25.881 abitanti, situata nel distretto di Jalore, nello stato federato del Rajasthan. In base al numero di abitanti la città rientra nella classe III (da 20.000 a 49.999 persone).

## Geografia fisica
La città è situata a 24° 46' 59 N e 71° 45' 51 E.

## Società

### Evoluzione demografica
Al censimento del 2001 la popolazione di Sanchore assommava a 25.881 persone, delle quali 13.611 maschi e 12.270 femmine. I bambini di età inferiore o uguale ai sei anni assommavano a 5.260, dei quali 2.731 maschi e 2.529 femmine. Infine, coloro che erano in grado di saper almeno leggere e scrivere erano 12.318, dei quali 8.395 maschi e 3.923 femmine.